# Embraer EMB-720
O Embraer EMB-720 "Minuano" é um avião monomotor comercial a pistão, produzido no Brasil pela Embraer e posteriormente por sua subsidiária Neiva, sob licença da norte-americana Piper Aircraft.
Trata-se do Piper PA-32 Cherokee Six.
Equipado com motor Lycoming com injeção direta de combustível e 300 HP de potência, desenvolve 270 km/h. Seu sistema  eletrônico de comunicação e radionavegação era considerado moderno para a época. Pode transportar até seis pessoas (1 piloto + 5 passageiros), com amplo espaço para bagagens.

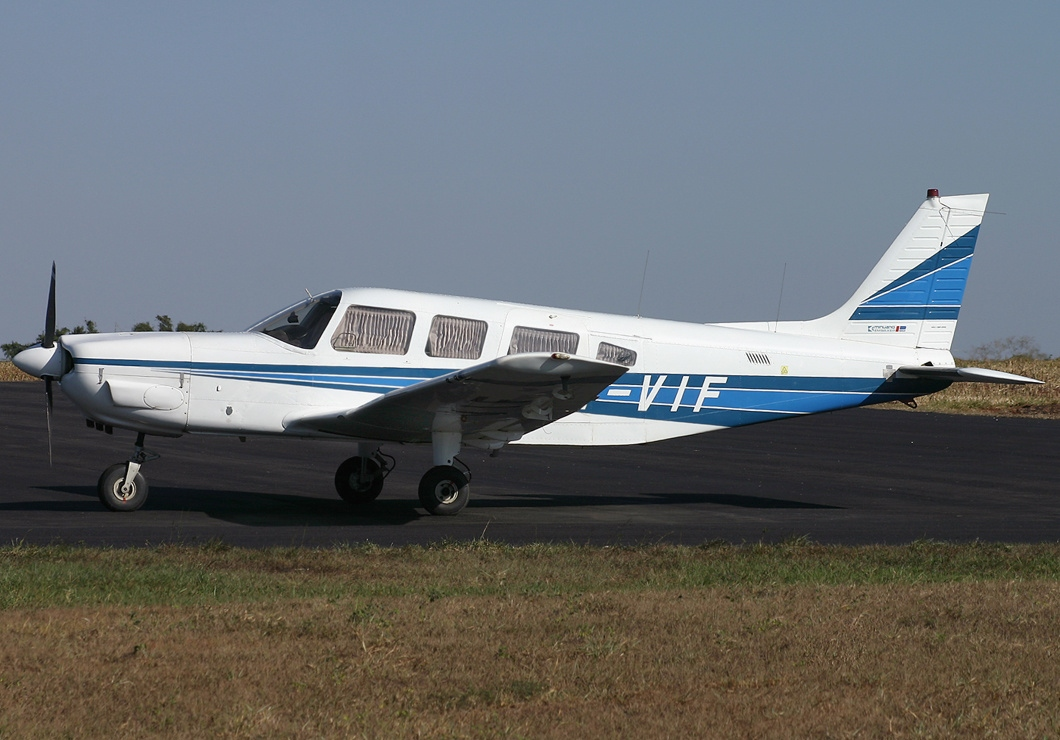
Emb-720 Minuano

Idealizado para operar em regiões com pistas curtas e não pavimentadas, foi muito utilizado para ligar as cidades a fazendas e regiões remotas, como áreas de garimpo.
293 aeronaves Minuano foram comercializadas entre os anos de 1975 e 1996.